# Zootaxa
Zootaxa – recenzowane czasopismo naukowe publikujące prace dotyczące wszystkich obszarów systematyki zoologicznej. Preferowane są obszerne publikacje, takie jak monografie i rewizje. Prace zajmujące od jednej do czterech stron wypełniają luki w numerach zawierających wiele publikacji. Artykuły o długości od czterech do pięćdziesięciu dziewięciu stron wydawane są w obejmującym kilka prac numerze o długości 60, 64, lub 68 stron. Monografie (powyżej 60 stron) są publikowane oddzielnie i otrzymują własny numer ISBN. Do końca 2011 roku wydano 517 monografii lub książek. Od maja 2001 roku do końca 2011 na łamach „Zootaksy” opisano ponad 25 tysięcy nowych taksonów. „Zootaxa” bywa określana jako „megaczasopismo” i „sensacja” w dziedzinie zoologicznych publikacji naukowych. Obecnie jest największym czasopismem dotyczącym taksonomii. Z roku na rok publikowanych jest coraz więcej artykułów i monografii. Średnio blisko 1/5 z nich jest otwarcie dostępna. Impact factor za rok 2014 wynosi 0,906.
Wydania drukowane i internetowe czasopisma publikowane są równolegle. „Zootaxa” jest indeksowana przez Biosis w Zoological Record oraz przez Institute for Scientific Information w Science Citation Index Expanded i Current Contents/Agriculture, Biology and Environmental Sciences.